# International Black Theatre Festival
Das International Black Theatre Festival (IBTF), ehemals das National Black Theatre Festival (NBTF), ist ein 1989 von Larry Leon Hamlin (1948–2007) gegründetes Theaterfestival, das sich dem afroamerikanischen Theater widmet. Es findet alle zwei Jahre in Winston-Salem im US-Bundesstaat North Carolina statt und wird von der North Carolina Black Repertory Company (NC Black Rep) veranstaltet.

## Geschichte
Als Larry Leon Hamlin Ende der 1980er-Jahre für einen Zeitschriftenartikel recherchierte, stellte er fest, dass die Anzahl schwarzer Theatergruppen unzureichend und sogar leicht rückläufig war. Er kam zu dem Schluss, dass ein Festival dazu dienen könnte, die Ensembles zusammenzubringen. Er bat die bekannte Autorin und Dichterin Maya Angelou (1928–2014) um Unterstützung. Gemeinsam sammelten sie 500.000 US-Dollar an Zuschüssen und Spenden, um die Betriebskosten des Festivals zu finanzieren.
Als geschäftsführender Direktor verfolgte Hamlin mit der Gründung des Festivals das Ziel, „schwarze Theaterkompanien in den Amerika zu vereinen, um das Überleben des Genres im nächsten Jahrtausend zu sichern.“ Es präsentiere „an sechs Tagen das Beste des afroamerikanisches Theaters“.
Das erste Festival im Jahr 1989 wurde unter dem Motto „An International Celebration and Reunion of Spirit“ veranstaltet und zog etwa 10.000 Menschen an. Es bot 30 verschiedene Aufführungen von 17 der besten professionellen schwarzen Theatergruppen der Vereinigten Staaten. Angelou fungierte als erste Vorsitzende des Festivals und andere prominente afroamerikanische Künstler unterstützten es inhaltlich und finanziell. Sowohl nationale als auch internationale Medien berichteten über das Festival.
Auch wenn das National Black Theatre Festival erfolgreich war, kämpfte es vor allem mit Schwierigkeiten bei der Finanzierung. Im Jahr 2001 reduzierten mehrere Sponsoren ihre Unterstützung und das Festival wies ein Defizit von 300.000 US-Dollar auf. Hamlin konnte schließlich genug Geld organisieren, um die Sponsoring-Verluste zu kompensieren, da er weiterhin an die Bedeutung des afroamerikanischen Theaters glaubte. Das Festival brachte laut New York Times im Jahr 2005 fast 60.000 Menschen nach Winston-Salem. Zu den Höhepunkten des Festivals gehörten neben über 100 Theateraufführungen die Eröffnungsgala, das „Readers’ Theatre of New Works“, das „Youth/Celebrity Project“, internationale Kolloquien, der „International Vendor’s Market“, ein Poetry-Slam sowie Workshops und Seminare.
Während der Laufzeit des Festivals sind prominente Persönlichkeiten zu Gast, die an dem angebotenen Veranstaltungen teilnehmen, diese zum Teil leiten oder ausgezeichnet werden. Im Jahr 2024 wurde die Veranstaltung in International Black Theatre Festival umbenannt, um der über die Landesgrenzen hinaus gestiegenen Bekanntheit des Festivals Rechnung zu tragen sowie internationale Theatergruppen und Künstler anzusprechen.

## Festivaltermine
Das Festival im Jahr 2007 war das erste ohne die direkte Anleitung von Hamlin, der am 6. Juni 2007 verstarb. Die folgende Tabelle führt die Vorsitzenden und Veranstaltungstermine des National Black Theatre Festival seit 2009 und die des International Black Theatre Festival seit 2024 auf. Im Jahr 2021 fiel das Festival aufgrund der damaligen  Corona-Pandemie aus und wurde im Folgejahr fortgesetzt.
| Jahr | Veranstaltungszeitraum | Vorsitzende                              |
| ---- | ---------------------- | ---------------------------------------- |
| 2009 | 3.–8. August           | Ted Lange und Wendy Raquel Robinson      |
| 2011 | 1.–6. August           | Lamman Rucker und T’Keyah Crystal Keymáh |
| 2013 | 29. Juli–3. August     | Tonya Pinkins und Dorien Wilson          |
| 2015 | 3.–8. August           | Debbi Morgan und Darnell Williams        |
| 2017 | 31. Juli–5. August     | Anna Maria Horsford und Obba Babatundé   |
| 2019 | 29. Juli–3. August     | Margaret Avery und Chester Gregory       |
| 2021 | Corona-Pandemie        |                                          |
| 2022 | 1.–6. August           | Lisa Arrindell und Petri Hawkins-Byrd    |
| 2024 | 29. Juli–3. August     | Clifton Davis und Tamara Tunie           |

Das nächste Festival ist vom 27. Juli bis 1. August 2026 geplant.